# Prapatnice
Prapatnice falu Horvátországban, Split-Dalmácia megyében. Közigazgatásilag Vrgorachoz tartozik.

## Fekvése
Makarskától légvonalban 27, közúton 41 km-re délkeletre, községközpontjától 3 km-re északnyugatra Közép-Dalmáciában, a hercegovinai határ mellett, a magasabb Matokit- és az alacsonyabb Orav-hegy közötti völgyben fekszik. Évtizedekkel ezelőtt a falu melletti területek még meg voltak művelve, ma már ez nincs így. Határa karsztos, sziklás, melyen nagyrészt erdők és legelők találhatók. Településrészei Vukovići, Grljušići, Mìletići, Glamuzini, Ujduri, Đugumi, Tolji, Vegari, Vukojevići, Kapovići, Mašići, Jèlavići, Ćulávi, az itt élő családok neveit viselik.

## Története
A település neve a szakemberek szerint a "paprat" (haraszt) főnévből származik és harasztokban bővelkedő helyet ("papratnica", többes számban "papratnice") jelöl. Prapatnice területe a régészeti leletek tanúsága szerint már az ókorban is lakott volt. A térség első ismert népe az illírek egyik törzse a dalmátok voltak, akik a magaslatokon épített, jól védhető erődített településeikben laktak. Jelenlétüket a határában található halomsírok és a Stilja felé eső határrészén található vármaradvány is igazolják. A rómaiak hosszú ideig tartó harcok után csak az 1. században hódították meg ezt a vidéket. Az illírek elleni 9-ben aratott végső győzelem után békésebb idők következtek, de a római kultúra csak érintőleges hatással volt erre a térségre. A horvát törzsek a 7. század végén és a 8. század elején telepedtek le itt, ezután területe a neretvánok kenézségének Paganiának a részét képezte. A térség a középkorban is folyamatosan lakott volt. A Vukojević-ház mellett az egész Vrgorska krajina legnagyobb kora középkori temetője található. A török a 15. század második felében szállta meg ezt a vidéket, mely 1696 körül szabadult fel végleg a több mint kétszáz éves uralma alól. A török uralom után a település a Velencei Köztársaság része lett. A török időkben a megmaradt lakosság lelki szolgálatát a živogošćei kolostor ferences szerzetesei látták el. A kandiai háború idején a térség falvai elpusztultak.
A török uralom végével a 17. század végén 1696 körül a környező településekkel együtt népesült be. A betelepülők ferences szerzetesek vezetésével főként a szomszédos Hercegovinából érkeztek. A Vuković és a Vukojević család ősei a kivételek, ők Montenegróból jöttek. A lakosság főként földműveléssel és állattartással foglalkozott, de a határhoz közeli fekvésénél fogva eleinte még gyakran kellett részt vennie a velencei-török összecsapásokban. A velencei uralomnak 1797-ben vége szakadt és osztrák csapatok vonultak be Dalmáciába. 1806-ban az osztrákokat legyőző franciák uralma alá került, de Napóleon lipcsei veresége után 1813-ban újra az osztrákoké lett. 1857-ben 322, 1910-ben 517 lakosa volt. 1918-ban az új Szerb-Horvát-Szlovén Állam, majd később Jugoszlávia része lett. A település a háború után a szocialista Jugoszláviához került. 1991 óta a független Horvátországhoz tartozik. 2011-ben 179 lakosa volt.

## Lakosság
| Lakosság változása | Lakosság változása | Lakosság változása | Lakosság változása | Lakosság változása | Lakosság változása | Lakosság változása | Lakosság változása | Lakosság változása | Lakosság változása | Lakosság változása | Lakosság változása | Lakosság változása | Lakosság változása | Lakosság változása | Lakosság változása |
| ------------------ | ------------------ | ------------------ | ------------------ | ------------------ | ------------------ | ------------------ | ------------------ | ------------------ | ------------------ | ------------------ | ------------------ | ------------------ | ------------------ | ------------------ | ------------------ |
| 1857               | 1869               | 1880               | 1890               | 1900               | 1910               | 1921               | 1931               | 1948               | 1953               | 1961               | 1971               | 1981               | 1991               | 2001               | 2011               |
| 322                | 0                  | 332                | 436                | 507                | 517                | 511                | 461                | 451                | 450                | 418                | 341                | 244                | 228                | 225                | 179                |

(1869-ben lakosságát Orah településhez számították.)

## Nevezetességei
- Szent Rókus tiszteletére szentelt római katolikus temploma 1912-ben épült a régi templom alapfalain. Az 1712-ben épített régi templom alapfalai ma is láthatók, a felmenő falakból csak az apszis fala maradt meg. A templomot 1967-ben renoválták, ekkor készült a szembemiséző oltár is. Nagyobb átépítés történt 1996-ban amikor elkészült a betonozott kórus és új, ízléses fapadokat helyeztek el a templomban. Homlokzatán körablak, felül pedig kis harangtorony található, benne egy haranggal. A templom körül található a falu temetője.
- A Vukojević-ház mellett az egész Vrgorska krajina legnagyobb kora középkori temetője található. Mintegy 50 díszes sírkő található a Kapovićinél levő középkori temetőben is.
- Történelem előtti erődítmény maradványa található a Stilja felé eső határrészen.